# Вюїстернанс-деван-Ромон
Вюїстернанс-деван-Ромон (фр. Vuisternens-devant-Romont) — громада в Швейцарії в кантоні Фрібур, округ Глан.

## Географія
Громада розташована на відстані близько 55 км на південний захід від Берна, 24 км на південний захід від Фрібура.
Вюїстернанс-деван-Ромон має площу 24 км², з яких на 6,1 % дозволяється будівництво (житлове та будівництво доріг), 78,5 % використовуються в сільськогосподарських цілях, 15 % зайнято лісами, 0,4 % не є продуктивними (річки, льодовики або гори).

## Демографія
2019 року в громаді мешкало 2330 осіб (+19,2 % порівняно з 2010 роком), іноземців було 10,6 %. Густота населення становила 97 осіб/км².
За віковим діапазоном населення розподілялося таким чином: 25 % — особи молодші 20 років, 58,5 % — особи у віці 20—64 років, 16,4 % — особи у віці 65 років та старші. Було 887 помешкань (у середньому 2,6 особи в помешканні).
Із загальної кількості 743 працюючих 201 був зайнятий в первинному секторі, 170 — в обробній промисловості, 372 — в галузі послуг.